# 히피케푸니에 포함바
히피케푸니에 루커스 포함바(영어: Hifikepunye Lucas Pohamba, 1935년 8월 18일 ~ )는 나미비아의 정치인으로 2005년 3월 21일부터 2015년 3월 21일까지 나미비아의 제2대 대통령을 역임했다. 그는 2004년 대통령 선거에서 남서아프리카 인민기구(SWAPO)의 후보로 압도적으로 승리했고, 2009년에 재선되었다. 포함바는 2007년부터 2015년 은퇴할 때까지 SWAPO의 총재였다. 그는 이브라힘 상을 수상했다.
대통령이 되기 전, 포함바는 1990년 나미비아의 독립을 시작으로 다양한 장관직을 역임했다. 그는 1990년부터 1995년까지 내무부 장관, 1995년부터 1997년까지 수산해양자원부 장관, 1997년부터 2000년까지 무임소 장관, 2000년부터 2005년까지 국토부 장관을 역임했다. 그는 또한 1997년부터 2002년까지 SWAPO의 사무총장이었고 2002년부터 2007년까지 SWAPO의 부총재였다.

## 어린 시절
히피케푸니예 포함바는 1936년 8월 18일 당시 오밤보랜드(오늘날 나미비아의 오항궤나주)로 알려진 지역인 남서아프리카의 오캉후디에서 태어났다. 그는 오나문하마에 있는 성공회 성십자사 학교에서 초등학교 교육을 마쳤고, 1956년에 추메브 광산에서 일을 시작했다.

## 정치 경력

### 남서아프리카 점령하에서
포함바는 오밤보랜드 인민 조직에서 활동했다. 이 민족 해방 운동이 1960년 SWAPO로 바뀌었을 때, 포함바는 그 조직의 새로운 화신의 창립 멤버였고 그 그룹의 전임 조직원으로 일하기 위해 광산에서 그의 직업을 떠났다.
1961년 포함바는 망명길에 올랐다. 그는 다르에스살람으로 가서 새로 독립한 탕가니카(오늘날 탄자니아의 일부)로 가서 후에 나미비아의 초대 대통령이 된 샘 누조마를 처음으로 만났다. 그는 집으로 돌아가서 그곳의 사람들을 동원하는 SWAPO 조직원들의 모임에 가입해야 한다고 결의되었다. 가는 길에 그는 로디지아(오늘날 짐바브웨)에서 체포되었고 불라와요에서 투옥되었다가 요하네스버그로 추방되었다. 그는 그 곳에서 6개월을 감옥에서 보냈고 그리고 나서 오밤보랜드에서 가택연금되었다.
1964년에 포함바는 다시 나미비아를 떠났다. 그는 SWAPO의 잠비아 사무실을 세우기 위해 루사카로 갔다. 그는 1966년에 샘 누조마와 함께 나미비아로 돌아왔고, SWAPO 지도자들이 여행하는 것이 금지되지 않았다고 주장했다. 그럼에도 불구하고 그들은 도착한 후 하루 만에 잠비아로 추방되었다. 포함바는 다시 다르에스살람으로 이사했다.
1971년 SWAPO는 포함바를 알제리로 옮겼고 그는 북부 아프리카 운동의 수석 대표가 되었다. 1979년 그는 루사카에서 당의 운영 책임자가 되었다. 1981년부터 1982년까지 그는 소련에서 정치를 공부했고 아프리카로 돌아오자마자 그는 그 당시 SWAPO의 본부가 있었던 앙골라의 루안다로 이동했다.

### 대통령직

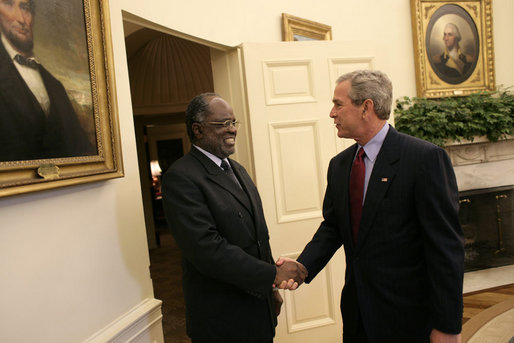
2005년 6월 미국의 대통령 조지 W. 부시와 함께 포함바를 방문했다.

포함바는 2004년 5월에 열린 임시 당대회에서 2004년 대통령 선거의 SWAPO 후보로 선정되었다. 그는 제1차 투표에서 3위 후보인 나하스 앙굴라를 지지했던 거의 모든 사람들의 지지를 받아 5월 30일에 열린 제2차 투표에서 167명의 히디포 하무텐야를 상대로 341표를 얻어 승리했다. 2004년 11월 15일/16일에 실시된 대통령 선거에서 포함바는 76.44%의 득표율로 승리했으며, 이는 "낙하산"으로 묘사되었지만 야당에 의해 결함이 있다고 비난받기도 했다. 그는 당시 세 번째 5년 임기를 수행하고 있던 샘 누조마의 지원을 받았다. 포함바는 누조마의 직접 선택한 후계자로 묘사되었다. 포함바는 2005년 3월 21일에 대통령으로 취임했고 그 이후로 부패에 대한 신중하지만 결정적인 움직임으로 두각을 나타냈다.
누조마가 2007년에 SWAPO 대통령으로 재선을 추구하고 2009년에 다시 나미비아 대통령에 출마할 것이라는 추측이 있었지만, 그는 2007년 10월 초에 포함바에게 유리한 당 대표직에서 물러날 생각이라고 말하며 이러한 소문을 부인했다. 2007년 11월 29일, 포함바는 당 대회에서 SWAPO 총재로 선출되었다. 누조마는 그가 "포함바 동지에게 리더십의 횃불과 망토를 전달하고 있다"고 말했다. 의회는 또한 포함바를 2009년 대통령 선거의 유일한 후보로 선택했다..
포함바는 2009년 11월 대통령 선거에서 총 611,241표(76.42%)를 얻어 재선에 성공했다. 2위 후보인 히디포 하무텐야(SWAPO를 떠나 반대에 들어간)는 88,640(11.08%)을 받았다.
포함바는 헌법상의 임기 제한 때문에 2014년 재선에 출마할 수 없었다. 선거는 다시 SWAPO에 의해 압도적으로 승리했고, 포함바는 2015년 3월 21일에 하게 게인고브에 의해 계승되었다. 2015년 4월 19일, 그는 SWAPO의 총재직에서 은퇴했다.
그는 양성 평등을 추진하고 주택과 교육에 대한 지출을 늘린 것에 대해 환영을 받으며 높은 지지율로 임기를 마쳤다.

## 사생활
포함바는 1983년부터 페네후피와 결혼했다. 이 부부는 오타비 근처의 기나스포 농장을 소유하고 있다.